# Taquimilán
Taquimilán es una localidad y municipio del departamento Ñorquín, en la provincia del Neuquén, Argentina.
Se accede por la RN 40, a 15 km al sur de la ciudad de Chos Malal.

## Población
Contó con 705 habitantes (Indec, 2010), lo que representó un incremento frente a los 682 habitantes (Indec, 2001) del censo anterior. La población se compuso de 387 varones y 318 mujeres, lo que arrojó un índice de masculinidad del 121.70%. En tanto, las viviendas pasaron de a ser 175 a 244.
Según el censo 2022 se conoció una población dentro del municipio de 911 habitantes y 468 viviendas.Este dato situó a la localidad como el segundo  municipio de tercera categoría menos poblado de la provincia.
| Gráfica de evolución demográfica de Taquimilán entre 1991 y 2022 |
|                                                                  |
| Fuente: Censos nacionales del INDEC                              |